# Alain Baxter
Alain Baxter (* 26. Dezember 1973 in Edinburgh, Schottland) ist ein ehemaliger britischer Skirennläufer. Er gewann 2002 bei den Olympischen Winterspielen in Salt Lake City die erste britische Medaille im alpinen Skilauf, ehe sie ihm wegen eines positiven Dopingtests nachträglich aberkannt wurde.

## Biografie
Baxter wurde als Sohn der beiden britischen Skirennläufer Iain und Sue Baxter geboren. Benannt wurde er nach dem französischen Skistar Alain Penz. Durch seine Eltern, die nach ihrer Karriere als Skilehrer tätig waren, kam Baxter früh mit dem Skisport in Berührung. Mit 16 Jahren wurde er in die britische Skinationalmannschaft berufen und im Februar 1996 bestritt Baxter sein erstes Weltcuprennen. Doch bei keinem seiner ersten zwanzig Rennen kam er auch nur in die Wertung.
Ab 2000 arbeitete Baxter mit dem Trainer Christian Schwalger zusammen. Dessen Arbeit führte ihn langsam an die Weltspitze. Im Dezember 2000 fuhr er im Slalom von Madonna di Campiglio erstmals in seiner Karriere unter die besten zehn. Im März 2001 erreichte er mit dem vierten Platz im Slalom von Åre das beste Resultat seiner Karriere. Baxter beendete die Saison 2000/01 auf Platz elf der FIS-Rangliste im Slalom, die höchste Position, die je ein britischer Läufer erreicht hatte.
Bei den Olympischen Winterspielen 2002 in Salt Lake City ging Baxter dann in die olympischen Annalen ein. Im Slalom wurde er zunächst sensationell Dritter und bekam als erster Brite in der Geschichte des alpinen Skisports eine Olympiamedaille verliehen. Kurz nach der Rückkehr in seinen Heimatort Aviemore wurde bekannt, dass die von ihm bei den Spielen genommene Dopingprobe Spuren des synthetischen Stimulans Methamphetamin enthielt. Das Internationale Olympische Komitee disqualifizierte Baxter daraufhin am 21. März 2002 nachträglich, erkannte ihm seine Medaille wieder ab und sprach sie dem im Rennen viertplatzierten Benjamin Raich zu, der sie am 10. Dezember 2002 vom ÖOC-Präsidenten Leo Wallner überreicht bekam. Später konnte Baxter im Anhörungsverfahren glaubhaft darstellen, dass die Substanz von seinem Nasenspray stammte, das in der US-amerikanischen Version eine andere Zusammensetzung hatte als in Großbritannien. Der Internationale Skiverband folgte seiner Erklärung und verurteilte ihn zur geringstmöglichen Sperre von drei Monaten.
In der Folge konnte Baxter zwar nie mehr ganz an seine Form der Jahre 2001 und 2002 anknüpfen, blieb aber der erfolgreichste Läufer des britischen Teams. Bei den Weltmeisterschaften 2005 in Bormio und bei den Olympischen Winterspielen 2006 in Turin belegte er im Slalom jeweils den 16. Platz. Nachdem er in der Saison 2008/09 kein Weltcuprennen mehr bestreiten konnte, gab er am 2. April 2009 das Ende seiner Karriere bekannt.
Baxters Halbbruder Noel war ebenfalls Mitglied der britischen Skinationalmannschaft, seine Cousine Lesley McKenna eine erfolgreiche Snowboarderin.

## Erfolge

### Olympische Spiele
- Nagano 1998: 31. Riesenslalom
- Turin 2006: 16. Slalom

### Weltmeisterschaften
- Sierra Nevada 1996: 26. Riesenslalom
- Vail/Beaver Creek 1999: 22. Slalom, 28. Riesenslalom
- St. Anton 2001: 16. Slalom
- St. Moritz 2003: 26. Riesenslalom
- Bormio 2005: 16. Slalom

### Weltcup
- 4 Ergebnisse unter den besten zehn

### Weltcupwertungen
| Saison  | Gesamt | Gesamt | Slalom | Slalom |
| Saison  | Platz  | Punkte | Platz  | Punkte |
| ------- | ------ | ------ | ------ | ------ |
| 2000/01 | 34.    | 222    | 11.    | 222    |
| 2001/02 | 78.    | 54     | 28.    | 54     |
| 2002/03 | 94.    | 42     | 36.    | 42     |
| 2003/04 | 72.    | 81     | 30.    | 81     |
| 2004/05 | 144.   | 4      | 59.    | 4      |

### Europacup
- Saison 2002/03: 8. Slalomwertung
- 16 Platzierungen unter den besten zehn, davon 2 Siege:

| Datum             | Ort       | Land        | Disziplin |
| ----------------- | --------- | ----------- | --------- |
| 13. Dezember 2002 | Obereggen | Italien     | Slalom    |
| 10. Februar 2003  | Oberjoch  | Deutschland | Slalom    |

### Nor-Am Cup
- Saison 1999/00: 6. Slalomwertung
- 4 Podestplätze, davon 1 Sieg:

| Datum        | Ort          | Land   | Disziplin |
| ------------ | ------------ | ------ | --------- |
| 9. März 2000 | Osler Bluffs | Kanada | Slalom    |

### Juniorenweltmeisterschaften
- Geilo/Hemsedal: 47. Slalom
- Maribor 1992: 52. Riesenslalom, 57. Abfahrt